# 氟鼠灵
氟鼠灵（英語：Flocoumafen）是一種含氟的第二代抗凝血劑，屬於4-羥基香豆素類維生素K拮抗劑。它是此類中的第二代，在商業上用作滅鼠劑。它具有非常高的毒性，在英國僅限於室內和下水道使用。主要是由於其對非目標物種的風險增加，特別是傾向於在暴露的生物體中生物積累。研究表明，對第一代抗凝劑有抗藥性囓齒類動物，可以用氟鼠灵充分控制。氟鼠灵在1984年由殼牌化工公司合成。

## 外部連結
- ICSC: Flocoumafen （页面存档备份，存于）
- PubChem: Flocoumafen （页面存档备份，存于）
- Kyoto Encyclopedia of Genes and Genomes (KEGG): Flocoumafen （页面存档备份，存于）
- ChemBlink: Flocoumafen （页面存档备份，存于）